# جوك تايلور
جوك تايلور (بالإنجليزية: Jock Taylor)‏ مواليد 9 مارس 1954 - وفيات 15 أغسطس 1982 ، هو سائق دراجات نارية اسكتلندي. توفي إثر حادث تعرض له أثناء السباق في سنة 1982. فاز ببطولة العالم للعربات الجانبية سنة 1980.